# 井東紗椰
井東 紗椰（いとう さや、2002年2月2日 - ）は、日本の女優（元・子役）である。
神奈川県出身。ホリプロスタースタジオ所属。AB型。

## 略歴
母親が事務所のレッスンに申し込んだことがきっかけで芸能界に入る。
2014年4月から2015年3月まで川鍋朱里、三好杏依と共に『おはスタ』（テレビ東京）でおはガールふわわとして出演。

## 人物
- 趣味・特技は料理、読書、編み物、折り紙、水泳、バスケットボール。
- 好きな本は都会のトム&ソーヤ[2]。
- 好きな漫画は名探偵コナン[2]。
- 好きなテレビ番組はVS嵐[2]。
- 好きな音楽は嵐とボカロ[2]。
- 初めて買ったCDはDream5の「I don't obey〜僕らのプライド〜」[2]。
- 好きな街は元町[2]。
- 好きな女性タレントは武井咲[2]。
- 好きな男性タレントは二宮和也[2]。
- 将来の夢はいろんな演技ができる立派な女優になること[2]。

## 出演

### 映画
- いぬばか（2009年）
- フラレラ〜Episode6〜（2010年）
- KG カラテガール（2011年）	紅彩夏 役
- 白ゆき姫殺人事件（2014年）谷村夕子（小学校時代） 役
- 宇宙でいちばんあかるい屋根（2020年） - ハナ 役

### テレビドラマ
- 斉藤さん（2008年、日本テレビ）
- 熱中時代（2011年4月9日、日本テレビ）宇多田紗椰 役
- デカ 黒川鈴木 最終話（2012年、読売テレビ）清宮さやか 役
- 水曜ミステリー9 Dr.門倉周平の事件カルテ（2012年9月26日、テレビ東京）
- プレミアムドラマ 神様のボート（2013年、NHK BSプレミアム）中澤りか子 役
- 連続ドラマW グーグーだって猫である（2014年、WOWOWプライム）小島麻子（小学生時代） 役
- 記憶捜査〜新宿東署事件ファイル〜 第6話（2019年2月22日、テレビ東京）榊原明子（少女期） 役

### バラエティ
- くりぃむしちゅーのたりらリでイキます!!（2007年、日本テレビ）[2]
- しまじろう ヘソカ（2010年10月11日 - 2012年3月26日、テレビせとうち）
- おはスタ（2014年4月7日 - 2015年3月27日、テレビ東京）- おはガールふわわ
  - ゲスト出演（2020年8月27日[注 1]）

### オリジナルビデオ
- ゼブラミニスカポリスの逆襲（2010年）

### CM
- プレナス ほっともっと、黒豚酢豚弁当（2009年）
- サントリーフーズ 天然水（2010年）